# لنگر (بجنورد)
لنگر (بجنورد)، روستایی از توابع بخش مرکزی شهرستان بجنورد در استان خراسان شمالی ایران است.مردم این روستا عمدتا با زبان ترکی محلی صحبت میکنندولی طبق یک منبع مردم روستا کرد هستند و به زبان کردی حرف می زنند‌.
شغل اصلی مردم این روستا کشاورزی ، باغداری و دامداری است.از باغات این روستا میتوان به باغات وسیع انگور اشاره کرد که عمده آن انگور کلاهداری میباشد
از سوغاتی های این روستا میتوان به انگور و شیره انگور اشاره کرد.

## جمعیت
این روستا در دهستان بدرانلو قرار دارد و براساس سرشماری مرکز آمار ایران در سال ۱۳۸۵، جمعیت آن ۷۸۶ نفر (۲۲۳خانوار) بوده‌است.

## امام زاده محمدرضا لنگر
بقعه امامزاده محمد رضا لنگر(ع) فرزند امام موسی کاظم (ع) مربوط به دوره تیموریان -قاجار است و در شهرستان بجنورد، روستای لنگر واقع شده و این اثر در تاریخ ۲۵ اسفند ۱۳۸۰ با شماره ثبت ۵۱۵۳ به‌عنوان یکی از آثار ملی به ثبت رسیده است.